# 上田克郎
上田 克郎（うえだ かつろう、1914年11月6日 - 2004年9月20日）は、日本の官僚、経営者。昭和石油（後の昭和シェル石油）社長を務めた。熊本県出身。

## 経歴
1939年に東京帝国大学法学部を卒業し、同年に大蔵省に入省。
1956年に参事官、1959年に国税庁名古屋国税局長、1960年に関税部長、1962年に防衛庁経理局長を歴任。1964年5月に昭和石油副社長に就任し、同年11月から1968年2月までに社長を務め、在任時には、新潟地震の影響により、経営不振に陥っていた同社の再建に尽力し、経営基盤も確立させた。
2004年9月20日肝不全のために死去。89歳没。